# Disident
Disident je pojam koji potječe iz latinskog disidenti (“ne slaganje”, “odvojeni”, “proturječiti") označava čovjeka koji se “ne slaže s postojećim uvjetima” ili “koji razmišlja drugačije”.

## Povijest
Izraz je skovan 1573. godine u Varšavskoj konfederaciji za protestante koji nisu pripadali katoličkoj vjeri.
U 17. stoljeću pojam se rabio u Engleskoj kao naziv za protestantske skupine koje nisu bili spremne pristupiti u anglikansku crkvu.

## Današnja uporaba izraza
Izraz je rabljen uglavnom od 1970. do 1990. prvenstveno za intelektualce i umjetnike koji su se javno zalagali za uspostavu građanskih prava. 
Zbog izražavanja kritike prema postojećem sustavu u javnosti, država je provodila progone, uhićenja i represije. Mnogi poznati disidenti su stoga bili prisiljeni napustiti zemlju u emigraciju ili alternativno biti žrtve montiranih političkih sudskih procesa u kojima im je prijetio zatvor, prisilni rad ili smaknuće. Neki su bili prisilno protjerani iz njihove zemlje u inozemstvo i bili prisiljeni izgraditi si novu egzistenciju. Postoje i slučajevi u kojima su disidenti prisilno godinama bili zadržavani u Psihijatrijskoj bolnici s argumentom da je "svatko bolestan, tko si dopusti izražavati kritiku sustava ".

## Disidenti, otpor i opozicija u real-socijalističkoj SR Hrvatskoj
Nakon Hrvatskoga proljeća najpoznatiji disidenti koji su osuđivani na višegodišnje zatvorske kazne u bivšoj državi su bili:
dr. Franjo Tuđman, Marko Veselica, Vlado Gotovac, Dobroslav Paraga, Dražen Budiša   
U inozemstvu UDBA je ubijala disidente. Najpoznatije žrtve ubojstva su bili Bruno Bušić, Nahid Kulenović i Stjepan Đureković.

## Vanjske poveznice
- Vjesnik, "Zapadu smetali jugoslavenki disidenti"[neaktivna poveznica]